# Orfeo Tamburi
Orfeo Tamburi (1910 – 1994) fue un pintor y diseñador escénico italiano. Hacia 1940 colaboró con la revista oficial del Gobierno fascista Primato, junto a Filippo de Pisis o Renato Guttuso.

## Biografía

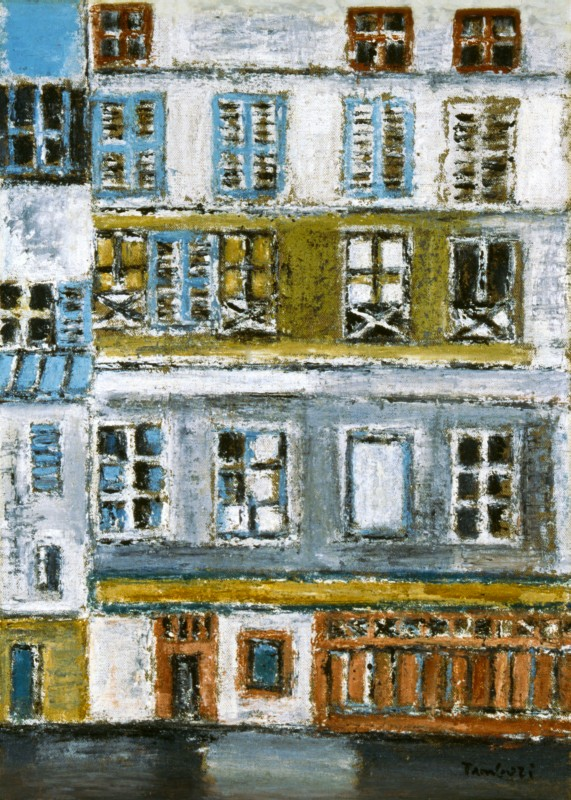
Tetti a Parigi (Fundación Cariplo)

Tamburi nació en Iesi, y se graduó en el Istituto Técnico local en 1926. Fue galardonado en 1928 con una beca para estudiar en Roma, en la Academia de Bellas Artes, donde conoció a Ennio Flaiano y Vincenzo Cardarelli. Muy pronto se trasladó a París, donde fue influenciado por Cezanne. Permaneció en París durante la Segunda Guerra Mundial. Fue también diseñador escénico. En 1941, diseñó la escenografía para La sacra rappresentazione di Abrham e Isaac, de Feo Belcari. Después de la guerra, viajó por toda Europa. En 1951, participó como actor en la película titulada Los siete pecados capitales, por Roberto Rossellini. En la década de 1960, viajó a los Estados Unidos, y obtuvo un encargo de la revista Fortune para fotografiar algunas ciudades de estadounidenses. En 1964, donó muchas de sus obras a la Pinacoteca Civica de Jesi. La ciudad estableció un premio dedicado a su madre. En 1971, fue galardonado con una medalla de oro al Mérito en la Cultura por el presidente de la república italiana, y en 1975, un Premio Internacional "Città Eterna" en Roma. 
Murió en Ermont en 1994.